# هیکی هاسو
هیکی هاسو (انگلیسی: Heikki Hasu؛ زادهٔ ۲۱ مارس ۱۹۲۶) اسکی‌باز نوردیک ترکیبی اهل فنلاند است.
وی در مسابقات کشوری و بین‌المللی در مجموع برندهٔ ۳ مدال طلا، ۲ مدال نقره شده‌است.